# High Lonesome (Randy Travis)
High Lonesome è il settimo album in studio del cantante statunitense Randy Travis, pubblicato nel 1991.

## Tracce
1. Let Me Try – 4:03
2. Oh, What a Time to Be Me – 3:35
3. Heart of Hearts – 2:41
4. Point of Light – 3:34
5. Forever Together – 3:06
6. Better Class of Losers – 2:41
7. I'd Surrender All – 3:36
8. High Lonesome – 3:27
9. Allergic to the Blues – 2:28
10. I'm Gonna Have a Little Talk with Jesus (feat. Take 6) – 2:42